# Балка Великі Кринки
Балка Великі Кринки — балка (річка) в Україні у Шевченківському районі Харківської області. Ліва притока річки Великого Бурлуку (басейн Дону).

## Опис
Довжина балки приблизно 4,95 км, найкоротша відстань між витоком і гирлом — 4,24  км, коефіцієнт звивистості річки — 1,17 . Формується декількома струмками та загатами.

## Розташування
Бере початок на північно-східній стороні від села Малі Кринки. Тече переважно на північний схід і на південно-східній околиці села Василенкове впадає у річку Великий Бурлук, ліву притоку річки Сіверського Дінця.

## Цікаві факти
- У XX столітті на балці існували скотний двір та газова свердловина[2], а у XIX столітті — багато водяних млинів[1].